# Giro del Piemonte 1917
Il Giro del Piemonte 1917, decima edizione della corsa, si svolse il 9 settembre 1917 su un percorso di 200 km. La vittoria fu appannaggio dell'italiano Domenico Schierano, che completò il percorso in 7h02'00", precedendo i connazionali Francesco Cerutti e Ugo Ruggeri.
Sul traguardo di Torino 23 ciclisti, su 39 partiti dalla medesima località, portarono a termine la competizione.

## Ordine d'arrivo (Top 10)
| Pos. | Corridore          | Squadra     | Tempo    |
| ---- | ------------------ | ----------- | -------- |
| 1    | Domenico Schierano | -           | 7h02'00" |
| 2    | Francesco Cerutti  | -           | ?        |
| 3    | Ugo Ruggeri        | -           | ?        |
| 4    | Mario Pistorino    | US Torino   | ?        |
| 5    | Oreste Gamba       | US Torino   | ?        |
| 6    | Arnaldo Morra      | RAC Torino  | ?        |
| 7    | Giuseppe Luino     | La Piemonte | ?        |
| 8    | Lorenzo Mirabelli  | La Piemonte | ?        |
| 9    | Marcello Berti     | La Piemonte | ?        |
| 10   | Attilio Caldara    | -           | ?        |